# Trevor Francis
Trevor John Francis (født 19. april 1954 i Plymouth, England, død 24. juli 2023 i Spanien) var en engelsk fodboldspiller og træner, der som aktiv spiller spillede som angriber. Han var på klubplan blandt andet tilknyttet Birmingham City, Nottingham Forest og Sheffield Wednesday i hjemlandet, samt italienske Sampdoria. Med Nottingham Forest vandt han blandt andet Mesterholdenes Europa Cup og UEFA Super Cup i 1980.
Francis blev noteret for 52 kampe og 12 scoringer for Englands landshold, herunder to mål mod Danmark i EM-kvalifikationskampen i 2-2 kampen den 22. september 1982. Han deltog ved VM i 1982 i Spanien.
I sin tid hos henholdsvis Queens Park Rangers og Sheffield Wednesday fungerede Francis som spillende manager. Han var efter sit karrierstop også ansvarshavende hos Birmingham City og Crystal Palace.

## Titler
Mesterholdenes Europa Cup
- 1979 med Nottingham Forest

UEFA Super Cup
- 1979 med Nottingham Forest

Coppa Italia
- 1985 med UC Sampdoria

Skotsk Liga Cup
- 1987 med Rangers F.C.

Engelsk Liga Cup
- 1991 med Sheffield Wednesday